# Fiat CR.32
Фиат CR.32 (итал. Fiat CR.32) — одноместный цельнометаллический истребитель-биплан, самый массовый истребитель Regia Aeronautica на дату вступления Италии во Вторую мировую войну. Самолёт разработан в конструкторском бюро компании «Фиат» под руководством Челестино Розателли. Серийное производство велось с февраля 1935 по осень 1939 года на заводе Фиат в Турине. Всего в Италии выпущено 1212 экземпляров. Самолёт производился по лицензии испанской фирмой «Испано-Сюиза» под наименованием Испано Ha-132L Чирри (исп. Hispano Ha 132L Chirri). В Испании изготовлено 100 истребителей.
Впервые истребители были использованы во время Гражданской войны в Испании в августе 1936 года. Истребители ВВС Италии применялись с лета 1940 года в Северной Африке, в 1940 году в Греции, до апреля 1941 года участвовали в боях в Восточной Африке. CR.32 снят с вооружения в Италии в январе 1941 года.

## Модификации

### CR.30
- 2 пулемёта Breda-SAFAT калибром 12,7 или 7,7 мм
- двигатель Fiat A.30 V-12 водяного охлаждения (600 л.с. / 447 кВт)

### CR.32
- поставлялся в ВВС Италии в марте 1934 — феврале 1936 годов
- 2 пулемёта калибром 12,7 или 7,7 мм
- двигатель Fiat A.30 RAbis (600 л.с. / 447 кВт)

### CR.32bis
- 2 пулемёта калибром 12,7 и 2 — 7,7 мм
- подвески на 100 кг бомб (1 × 100 кг или 2 × 50 кг)

### CR.32ter
- CR.32bis со множественными улучшениями

### CR.32quater
- улучшенный CR.32ter (снижен вес, радиостанция)
- 337 шт. выпущено для ВВС Италии
- максимальная скорость 356 км/ч (на высоте 3000 м)

### HA-132L
- испанская версия, в эксплуатации до 1953 (по другим данным до 1957) года

## Тактико-технические характеристики
Приведённые ниже характеристики соответствуют модификации CR.32ter:

### Технические характеристики
- Экипаж: 1 человек
- Длина: 7,45 м
- Размах крыла:
  - верхнего: 9,5 м
  - нижнего: 6,145 м
- Высота: 2,632 м
- Площадь крыла: 22,12 м²
- Масса пустого: 1 455 кг
- Нормальная взлётная масса: 1 914 кг
- Двигатели: 1× Fiat A.30 R.A.bis V-образный, 12 цилиндровый, жидкостного охлаждения.
- Мощность: 1× 600 л. с. (447 кВт)

### Лётные характеристики
- Максимальная скорость:
  - на высоте: 354 км/ч
  - у земли: 331 км/ч
- Крейсерская скорость: 335 км/ч
- Практическая дальность: 780 км
- Практический потолок: 7 700 м
- Скороподъёмность: 10,5 м/с
- Нагрузка на крыло: 86,5 кг/м²
- Тяговооружённость: 232 Вт/кг

### Вооружение
- Пулемётное: 2 × 12,7 мм пулемёта Breda-SAFAT
- Бомбовая нагрузка: до 100 кг бомб

## Эксплуатация и боевое применение
Италия
- Regia Aeronautica — принят на вооружение ВВС Италии в марте 1935 года[1]
- Легионерская авиация[2]
- Aeronautica Cobelligerante Italiana

 Китайская Республика
- ВВС Китайской Республики — в 1933 году получено 16 (или 24) самолёта, вооружённых 7,7-мм пулемётами Виккерс, базировались на аэродроме Нангаханг близ Шанхая. Дальнейших заказов не было в связи с дефицитом спирта и бензола для топливной смеси. Уцелевшие на 1937 год машины были утрачены после падения Нанкина.

 Австрия
- Kommando Luftstreitkräfte — весной 1936 года 45 шт. CR.32bis закуплены в Италии[1], зачислены в JG II, Винер-Нойштадт (Dienstnummern 135-179), после аншлюса — в немецком Люфтваффе[3], далее 36 сохранившихся переданы Венгрии.

 Королевство Венгрия
- ВВС Венгрии — принят на вооружение ВВС Венгрии в октябре 1935 года, всего в Италии закуплено 50 самолётов[1]. Также 36 бывших австрийских самолётов получено от Германии. На самолёты устанавливались 8-мм пулемёты Gebauer. Участвовали в войне со Словакией и в боевых действиях на Восточном фронте.

 Франкистская Испания
- ВВС Испании — первые самолёты поступили в 1936 году, использовались до 1957 года[1]

 Республиканская Испания
- Испанская республиканская авиация — трофейные

 Нацистская Германия
- Люфтваффе — после аншлюса Австрии в 1938 году, все австрийские CR.32bis поступили в распоряжение люфтваффе и использовались в качестве учебных машин[1], по другим данным 36 из 45 захваченных в Австрии машин были переданы Венгрии[4].

 Парагвай
- ВВС Парагвая — 5 самолётов закуплены в 1938 году.

 Венесуэла
- ВВС Венесуэлы  — 9 самолётов закуплены в 1938 году.